# Євсєєв Вадим Валентинович
Вадим Валентинович Євсєєв (рос. Вадим Валентинович Евсеев, нар. 8 січня 1976, Митищі, СРСР) — російський футболіст, що грав на позиції захисника. По завершенні ігрової кар'єри — тренер.
Виступав, зокрема, за клуби «Спартак» (Москва) і «Локомотив» (Москва), а також національну збірну Росії.
П'ятиразовий чемпіон Росії. Дворазовий володар Кубка Росії. Володар Суперкубка Росії.

## Клубна кар'єра

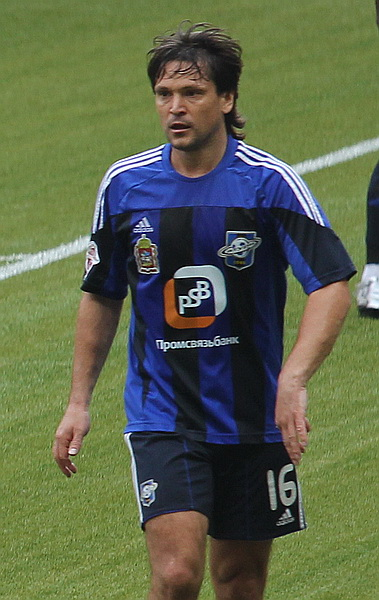
Євсєєв у формі «Сатурна»

Вихованець юнацької команди футбольного клубу «Спартак» (Москва). У дорослому футболі дебютував 1996 року виступами за команду цього ж клубу, гравцем якого був до 2000 року. У складі «Спартака» тричі виборював титул чемпіона Росії. 1998 року на умовах оренди також грав за іншу московську команду — «Торпедо».
2000 року став гравцем «Локомотива» (Москва). Відіграв за московських залізничників наступні шість сезонів своєї ігрової кар'єри. Більшість часу, проведеного у складі московського «Локомотива», був основним гравцем захисту команди. За цей час додав до переліку своїх трофеїв ще два титули чемпіона Росії, двічі ставав володарем Кубка Росії, здобув Суперкубок Росії.
Протягом 2007 року знову захищав кольори команди клубу «Торпедо» (Москва), а протягом 2007–2010 років грав у клубі «Сатурн» (Раменське).
Останнім професійним клубом у кар'єрі гравця був білоруський «Торпедо-БелАЗ», кольори якого Євсєєв захищав 2011 року. Згодом деякий час ще пограв у російських аматорських командах.

## Виступи за збірну
1999 року дебютував в офіційних матчах у складі національної збірної Росії. Протягом кар'єри у національній команді, яка тривала сім років, провів у формі головної команди країни 20 матчів, забивши один гол. Єдиний гол захисника у формі збірної було забито у стиковому матчі відбору до чемпіонату Європи 2004 проти збірної Уельсу. Цей гол виявився єдиним для обох команд у двоматчевому протистоянні та вивів збірну Росії до фінальної частини континентальної першості.
На самому чемпіонаті Європи 2004 року, що проходив у Португалії, Євсєєв взяв участь в усіх трьох матчах своєї команди на груповому етапі, за результатами яких росіяни посіли останнє місце у своїй групі і до стадії плей-оф не вийшли.

## Кар'єра тренера
Розпочав тренерську кар'єру невдовзі по завершенні кар'єри гравця, 2013 року, увійшовши до тренерського штабу клубу «Текстильник» (Іваново). Протягом 2015–2017 років входив до тренерського штабу клубу «Амкар».
Наразі останнім місцем тренерської роботи був клуб «Текстильник» (Іваново), головним тренером команди якого Вадим Євсєєв був 2017 року.

## Досягнення
- Чемпіон Росії:

«Спартак» (Москва): 1996, 1997, 1999
«Локомотив» (Москва): 2002, 2004
- Володар Кубка Росії:

«Локомотив» (Москва): 1999–2000, 2000–2001
- Володар Суперкубка Росії:

«Локомотив» (Москва): 2003, 2005